# Asahi Yokokawa
Asahi Yokokawa (japanisch 横川 旦陽 Yokokawa, Asahi; * 26. Mai 2002 in Odawara, Präfektur Kanagawa) ist ein japanischer Fußballspieler.

## Karriere

### Verein
Asahi Yokokawa erlernte das Fußballspielen in den Jugendmannschaften vom Ashiko SC und Shonan Bellmare. Bei Shonan unterschrieb er am 1. Februar 2021 seinen ersten Vertrag. Der Verein aus Hiratsuka spielte in der ersten japanischen Liga, der J1 League. Einen Tag später wurde er an den Drittligisten Gainare Tottori ausgeliehen. Für den Verein, der in der Präfektur Tottori beheimatet ist, bestritt er zwei Drittligaspiele. Die Saison 2022 spielte er auf Leihbasis beim Viertligisten Tōkyō Musashino United FC. Nach Vertragsende bei Shonan wechselte er im Februar 2023 zu Albirex Niigata (Singapur). Der Verein, ein Ableger des japanischen Erstligisten Albirex Niigata, spielt in der ersten singapurischen Liga, der Singapore Premier League. Sein erstes Pflichtspiel für Albirex bestritt er am 19. Februar 2023 im Singapore Community Shield. In dem Spiel gegen Hougang United stand er in der Startelf und spielte die kompletten 90 Minuten. Albirex gewann das Spiel 3:0. Sein erstes Pflichtspiel in der Liga bestritt er am 1. Spieltag am 25. Februar 2023 im Heimspiel gegen die Young Lions. Hier stand er in der Startelf und spielte die kompletten 90 Minuten. Am Ende der Saison 2023 feierte er mit Niigata die singapurische Meisterschaft. Für den Verein bestritt er 22 Ligaspiele. Im Februar 2024 ging er nach Australien. Hier unterschrieb er in Victoria einen Vertrag beim Heidelberg United FC. Mit dem Verein spielt er in der Victorian Premier League.

### Nationalmannschaft
Asahi Yokokawa spielte 2017 einmal in der japanischen U15-Nationalmannschaft. Hier kam er am 27. April 2017 in einem Freundschaftsspiel gegen Portugal zum Einsatz. Am 14. Juli 2018 bestritt er ein Freundschaftsspiel mit der U18-Mannschaft gegen Bosnien und Herzegowina.

## Erfolge

### Verein
Albirex Niigata (Singapur)
- Singapurischer Meister: 2023
- Singapore Community Shield: 2023